# Ozero Ordysjevo
Ozero Ordysjevo (ryska: Озеро Ордышево) är en sjö i Belarus.   Den ligger i voblasten Vitsebsks voblast, i den nordöstra delen av landet, 210 km nordost om huvudstaden Minsk. Ozero Ordysjevo ligger 165 meter över havet. Arean är 0,43 kvadratkilometer. Den sträcker sig 0,9 kilometer i nord-sydlig riktning, och 0,9 kilometer i öst-västlig riktning.
I omgivningarna runt Ozero Ordysjevo växer i huvudsak blandskog. Runt Ozero Ordysjevo är det ganska tätbefolkat, med 104 invånare per kvadratkilometer.